# Código ATC V
Secção da lista de códigos ATC.

## V: Vários
| V01 | Alergéneos                                               |
|     | Ver artigo principal: Código ATC V01                     |
| V03 | Restantes produtos terapêuticos                          |
| V04 | Agentes de diagnóstico                                   |
|     | V04B Testes da urina                                     |
|     | V04C outros agentes de diagnóstico                       |
| V06 | Nutrientes gerais                                        |
|     | V06A Formulações dietéticas para tratamento da obesidade |
|     | V06B Suplementos proteicos                               |
|     | V06C Fórmulas infantis                                   |
|     | V06D Outros produtos nutritivos                          |
| V07 | Restante produtos não terapêuticos                       |
| V08 | Meios de contraste                                       |
|     | V08A Meios de contraste aos raios-X, iodados             |
|     | V08B Meios de contraste aos raios-X, não iodados         |
|     | V08C Meios de contraste para ressonância magnética       |
|     | V08D Meios de contraste para ultrassons                  |
| V09 | Radiofármacos de diagnóstico                             |
|     | V09A Sistema nervoso central                             |
|     | V09B Esqueleto                                           |
|     | V09C Sistema renal                                       |
|     | V09D Sistema hepático e reticulo-endotelial              |
|     | V09E Sistema respiratório                                |
|     | V09F Tiróide                                             |
|     | V09G Sistema cardiovascular                              |
|     | V09H Detecção de inflamação e infecção                   |
|     | V09I Detecção de tumor                                   |
|     | V09X Outros radiofármacos de diagnóstico                 |
| V10 | Radiofármacos terapêuticos                               |
|     | V10A Agentes anti-inflamatórios                          |
|     | V10B Paliação da dor ("Bone seeking agents")             |
|     | V10X Outros radiofármacos terapêuticos                   |
| V20 | Pensos cirúrgicos                                        |